# Gaizka Maiza
Gaizka Maiza Apecechea (Ibarra, 14 de junio de 1996) es un baloncestista español, que ocupa la posición de base en el Gipuzkoa Basket de la Primera FEB.

## Trayectoria deportiva
Es un base formado en las filas del TAKE Tolosa con el que jugó una temporada en liga EBA antes del llegar a las filas del Iraurgi SB en 2015. Jugaría durante dos temporadas en las filas del Iraurgi SB en la Liga LEB Plata y en la segunda temporada, conseguiría el ascenso de categoría a la Liga LEB Oro siendo uno de los jugadores y piezas más importantes del equipo vasco.
Gracias a dichas actuaciones, recibiría la llamada de Porfirio Fisac para incorporar al base al San Sebastián Gipuzkoa Basket Club  en el tramo final de la Liga Endesa 2015-16, donde llegó a debutar. El guipuzcoano se estrenó en la máxima categoría el 1 de mayo de 2016, en un derbi frente al Baskonia en el Fernando Buesa Arena de Vitoria. Después de su debut, Maiza disputó varios encuentros más, en los que llegó a promediar seis minutos sobre la cancha.
En verano de 2017, firma un contrato de dos años con el conjunto del San Sebastián Gipuzkoa Basket Club, que lo cede para la temporada 2017-18 al Iraurgi SB para jugar en LEB Oro.
El 4 de julio de 2021, firma por el Club Melilla Baloncesto de la Liga LEB Oro.
En la temporada 2022-23, firma por el Saski Baskonia B de la Liga LEB Plata.
El 28 de abril de 2023, firma por el Zornotza Saskibaloi Taldea de la Liga LEB Plata, como refuerzo en los play-offs de ascenso a LEB Oro.
El 13 de julio de 2023, firma por el Juaristi ISB de Liga LEB Oro.
El 11 de julio de 2024, firma por el CD Huelva Baloncesto de Liga LEB Plata.
En la temporada 2025-26, firma por el Gipuzkoa Basket de la Primera FEB.